# (6312) Robheinlein
(6312) Robheinlein ist ein Asteroid des inneren Hauptgürtels, der am 14. September 1990 vom US-amerikanischen Astronomen Henry E. Holt am Palomar-Observatorium (IAU-Code 675) in Kalifornien entdeckt wurde.
Benannt wurde er am 13. April 2006 nach dem amerikanischen Science-Fiction-Schriftsteller Robert A. Heinlein (1907–1988), der mit Isaac Asimov und Arthur C. Clarke zu den „Big Three“ („Großen Drei“) der englischsprachigen Science Fiction gehört.